# Wieke Dijkstra
Wieke Dijkstra, född den 19 juni 1984 i Amsterdam, Nederländerna, är en nederländsk landhockeyspelare.
Hon tog OS-guld i damernas landhockeyturnering i samband med de olympiska landhockeytävlingarna 2008 i Peking.